# Federico II di Vaudémont
Federico (Ferry) II di Vaudémont (circa 1428 – Joinville, 31 agosto 1470) noto anche come Federico II di Lorena, fu conte di Vaudémont e signore di Joinville dal 1458 al 1470. Era figlio di Antonio di Lorena, conte di Vaudémont e signore di Joinville e Maria, contessa d'Aumale e baronessa d'Elbeuf. È qualche volta numerato Federico V in continuità con i duchi di Lorena.

## Biografia
Nel 1445, sposò sua cugina Iolanda d'Angiò (1428–1483), figlia di Renato d'Angiò, re di Napoli, duca d'Angiò, di Bar e di Lorena, conte di Provenza, e di Isabella di Lorena. Questo matrimonio poneva fine al contenzioso esistente tra i padri della sposa e dello sposo, in connessione con la successione al ducato di Lorena.
Nel 1453 suo suocero lo onorò del comando delle truppe che egli inviò al delfino Luigi per aiutarlo a combattere il duca di Savoia.
Nel 1456 Renato affidò il governo del ducato di Bar a Federico, e nel 1459 gli concesse il titolo onorifico di luogotenente generale della Sicilia.

## Discendenza
Federico e Iolanda ebbero sei figli:
- Pietro, m.1451;
- Renato II di Lorena (1451–1508), duca di Lorena;
- Nicola, signore di Joinville e Bauffremont, morto intorno al 1476;
- Giovanna (1458–1/25/1480[1]), sposò Carlo IV, duca d'Angiò IV nel 1474;
- Iolanda, sposò Guglielmo II, langravio d'Assia nel 1497;
- Margherita (1463–1521), sposò Renato d'Alençon nel 1488.

## Ascendenza
|                          |                        |                            | Genitori                             |  |  | Nonni |  |  | Bisnonni             |  |  | Trisnonni         |  |
|                          |                        |                            |                                      |  |  |       |  |  | Giovanni I di Lorena |  |  | Rodolfo di Lorena |  |
|                          |                        |                            |                                      |  |  |       |  |  | Giovanni I di Lorena |  |  | Rodolfo di Lorena |  |
|                          |                        | Maria di Blois             |                                      |  |  |       |  |  | Giovanni I di Lorena |  |  |                   |  |
| Federico I di Vaudémont  |                        |                            |                                      |  |  |       |  |  | Giovanni I di Lorena |  |  |                   |  |
|                          |                        | Sofia di Württemberg       | Eberardo II di Württemberg           |  |  |       |  |  |                      |  |  |                   |  |
|                          |                        | Sofia di Württemberg       | Eberardo II di Württemberg           |  |  |       |  |  |                      |  |  |                   |  |
|                          |                        | Sofia di Württemberg       | Elisabetta di Henneberg-Schleusingen |  |  |       |  |  |                      |  |  |                   |  |
| Antonio di Vaudémont     |                        | Sofia di Württemberg       |                                      |  |  |       |  |  |                      |  |  |                   |  |
|                          |                        | Enrico V di Vaudémont      | Anseau de Joinville                  |  |  |       |  |  |                      |  |  |                   |  |
|                          |                        | Enrico V di Vaudémont      | Anseau de Joinville                  |  |  |       |  |  |                      |  |  |                   |  |
|                          |                        | Enrico V di Vaudémont      | Margherita di Vaudémont              |  |  |       |  |  |                      |  |  |                   |  |
| Margherita di Joinville  |                        | Enrico V di Vaudémont      |                                      |  |  |       |  |  |                      |  |  |                   |  |
|                          |                        | Maria di Lussemburgo-Ligny | Giovanni I di Lussemburgo-Ligny      |  |  |       |  |  |                      |  |  |                   |  |
|                          |                        | Maria di Lussemburgo-Ligny | Giovanni I di Lussemburgo-Ligny      |  |  |       |  |  |                      |  |  |                   |  |
|                          |                        | Maria di Lussemburgo-Ligny | Alice di Dampierre                   |  |  |       |  |  |                      |  |  |                   |  |
| Federico II di Vaudémont |                        | Maria di Lussemburgo-Ligny |                                      |  |  |       |  |  |                      |  |  |                   |  |
|                          | Giovanni VI d'Harcourt | Giovanni V d'Harcourt      |                                      |  |  |       |  |  |                      |  |  |                   |  |
|                          | Giovanni VI d'Harcourt | Giovanni V d'Harcourt      |                                      |  |  |       |  |  |                      |  |  |                   |  |
|                          | Giovanni VI d'Harcourt | Bianca d'Aumale            |                                      |  |  |       |  |  |                      |  |  |                   |  |
| Giovanni VII d'Harcourt  | Giovanni VI d'Harcourt |                            |                                      |  |  |       |  |  |                      |  |  |                   |  |
|                          |                        | Caterina di Borbone        | Pietro I di Borbone                  |  |  |       |  |  |                      |  |  |                   |  |
|                          |                        | Caterina di Borbone        | Pietro I di Borbone                  |  |  |       |  |  |                      |  |  |                   |  |
|                          |                        | Caterina di Borbone        | Isabella di Valois                   |  |  |       |  |  |                      |  |  |                   |  |
| Maria d'Harcourt         |                        | Caterina di Borbone        |                                      |  |  |       |  |  |                      |  |  |                   |  |
|                          |                        | Pietro II d'Alençon        | Carlo II d'Alençon                   |  |  |       |  |  |                      |  |  |                   |  |
|                          |                        | Pietro II d'Alençon        | Carlo II d'Alençon                   |  |  |       |  |  |                      |  |  |                   |  |
|                          |                        | Pietro II d'Alençon        | Maria de La Cerda                    |  |  |       |  |  |                      |  |  |                   |  |
| Maria d'Alençon          |                        | Pietro II d'Alençon        |                                      |  |  |       |  |  |                      |  |  |                   |  |
|                          |                        | Maria Chamaillard          | Guglielmo Chamaillard                |  |  |       |  |  |                      |  |  |                   |  |
|                          |                        | Maria Chamaillard          | Guglielmo Chamaillard                |  |  |       |  |  |                      |  |  |                   |  |
|                          |                        | Maria Chamaillard          | Maria di Beaumont-Brienne            |  |  |       |  |  |                      |  |  |                   |  |
|                          |                        | Maria Chamaillard          |                                      |  |  |       |  |  |                      |  |  |                   |  |